# Сан Рафаел (Њу Мексико)
Сан Рафаел (енгл. San Rafael) насељено је место без административног статуса у америчкој савезној држави Њу Мексико.

## Демографија
По попису из 2010. године број становника је 933.
| Група             | 2000.    | 2010.       |
| Белци             | 0 (0,0%) | 236 (25,3%) |
| Афроамериканци    | 0 (0,0%) | 4 (0,4%)    |
| Азијати           | 0 (0,0%) | 5 (0,5%)    |
| Хиспаноамериканци | 0 (0,0%) | 675 (72,3%) |
| Укупно            | 0        | 933         |